# ماهیچه لاله‌گوشی پیشین
ماهیچه لاله‌گوشی پیشین (انگلیسی: Anterior auricular muscle) کوچک‌ترین ماهیچه از سه ماهیچه لاله‌گوشی است. ماهیچه لاله‌گوشی پیشین باریک و بادبزنی‌شکل است و رشته‌های آن کم‌رنگ و کم‌پیدا هستند. کار آن این است که لاله گوش را به‌سوی جلو می‌کشد.
خاستگاه آن نیام گیجگاهی سطحی، پیوندگاه آن، غضروف گوش و عصب‌گیری‌اش از عصب چهره‌ای (فاسیال) است.